# Hyundai Engineering & Construction

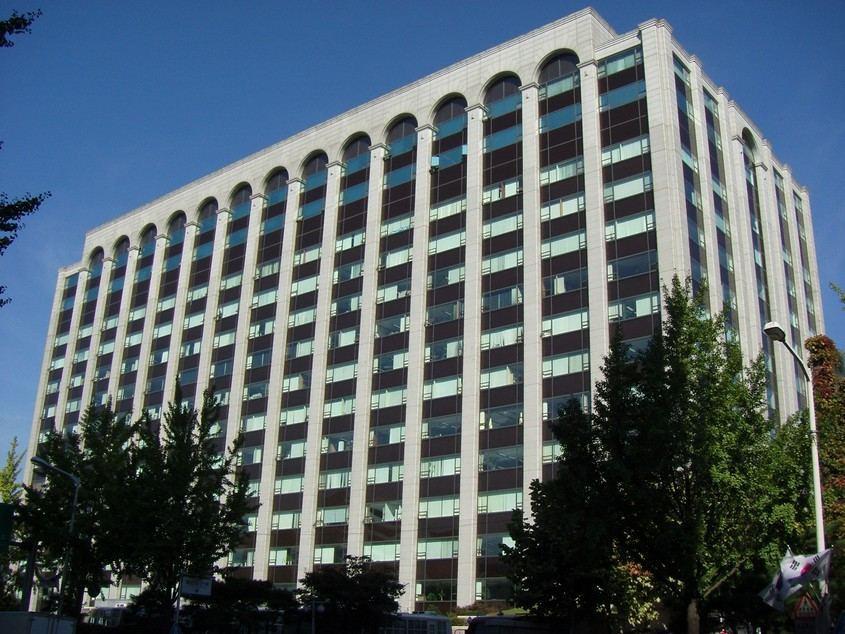
Hyundai Headquarter Building, Jongno-gu, Seoul, Coreia do Sul

Hyundai Engineering and Construction Co., Ltd. é a maior empresa de construção civil da Coreia do Sul. É subsidiária do Grupo Hyundai.

## Hyundai E&C Group
- Hyundai Engineering & Construction (HDEC / Hyundai Engineering & Construction Co. Ltd )
- Hyundai Engineering (HEC), HEC or Hyundai Engineering Co. Ltd
- Hyundai Equipment & Steel Industries
- Hyundai Design
- Hyundai Farm
- Hyundai CNI
- Hyundai Hillstate
- Hyundai Education